# Vastu shastra

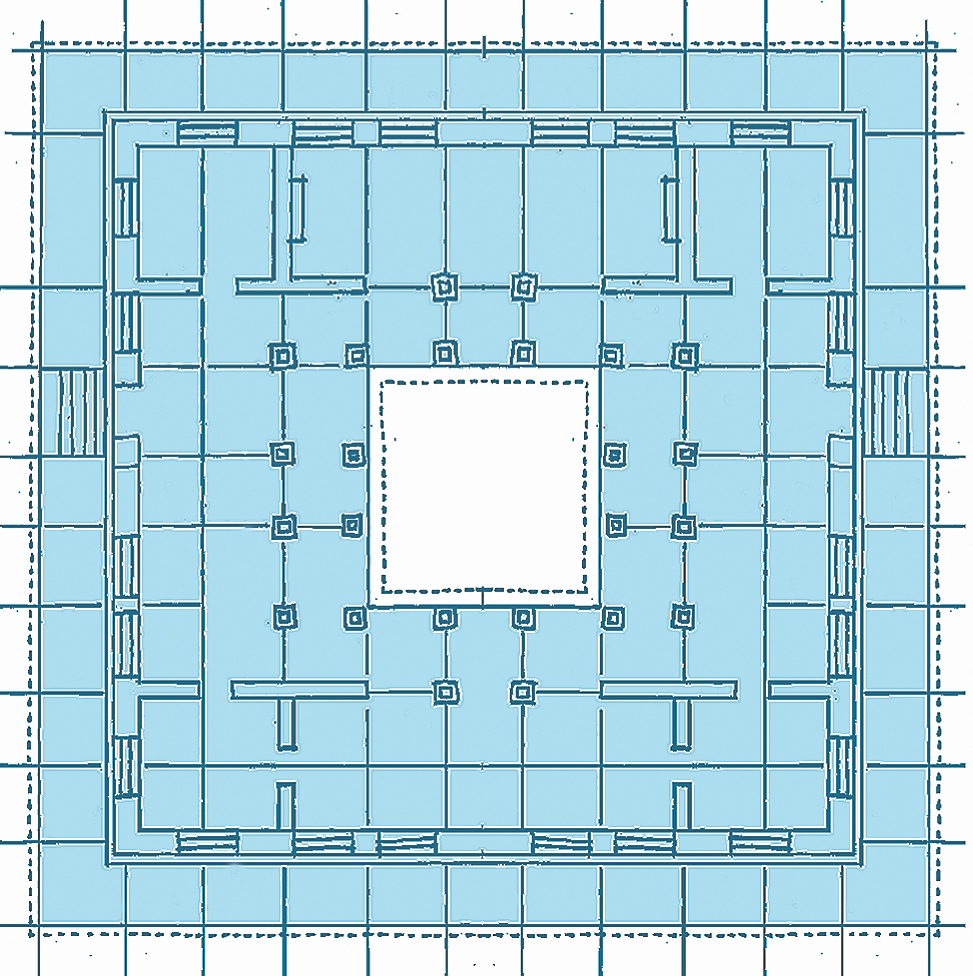
Planta canónica de la arquitectura que sigue el vastu shastra.

El vastu shastra es una antigua doctrina hinduista que trata sobre la influencia de las leyes de la naturaleza en las construcciones humanas.
- vāstu, en el sistema AITS (alfabeto internacional para la transliteración del sánscrito).
- वास्तु, en escritura devanagari del sánscrito.
- Pronunciación: /vástu/.[1]
- Etimología: podría provenir de vasá (habitante, que reside en una casa).[1]
- vāstu: lugar, edificio, vivienda y shastra (ciencia, doctrina, teoría).

Está basado en una serie de tratados que reúnen los distintos preceptos que deben respetarse a la hora de diseñar un edificio para cualquier uso; ya sea una vivienda o un templo.
De acuerdo con los Vedas, el vastu shastra considera que el universo está compuesto por cinco elementos: tierra, agua, fuego, aire y éter, y que el diseño de un edificio debe conseguir una relación equilibrada entre ellos. Los diseños propuestos por esta doctrina se basan en una planta cuadrada que se subdivide en varios cuadrados menores, dedicados a distintas funciones según su orientación. Aunque existen varias formas de dividir el cuadrado, la más popular es la división de 3x3, que a su vez subdivide cada uno de los nueve cuadrados resultantes en otra rejilla de 3x3, para sumar un total de 81 cuadrados. Con independencia del número de subdivisiones, las viviendas se organizan de forma concéntrica en torno a un patio central.
Aunque tradicionalmente el uso de esta doctrina se ha circunscrito al ámbito de la arquitectura india (esencialmente para el diseño de templos y palacios), el vastu shastra cubre también otras disciplinas artísticas como el urbanismo, la danza, la poesía o la escultura.
En la India contemporánea, afirma Chakrabarti, consultores que incluyen a "curanderos, sacerdotes y astrólogos" alimentados por la codicia están comercializando pseudociencia y superstición en nombre de los Vastu-sastras. Tienen poco conocimiento de lo que los textos históricos del Vastu-sastra enseñan realmente, y lo enmarcan en términos de una "tradición religiosa", en lugar de basarlo en cualquier "teoría arquitectónica" en ella.

## Características
El vastu shastra se considera una disciplina integral, que abarca no solo la distribución de las estancias (el rasgo más conocido), sino también la construcción, los materiales, la forma y disposición de los elementos, las circulaciones o la propia ornamentación. Dentro de la práctica del vastu shastra se incluye también la celebración de diferentes ritos y ceremonias entre el constructor y el cliente, como parte del proceso de construcción del edificio.

### Los libros sobre «vastu shastra» (tratados sobre arquitectura)
Se llama Vastu shastra (del sánscrito vāstu —lugar, edificio, vivienda— y śāstra —ciencia, doctrina, enseñanza—) a varios textos que tratan acerca de arquitectura hindú.
- Manasara silpa shastra
- Mayamata
- Visvakarma-vastu-shastra
- Samarangana-sutra-dhara
- Aparayita-priccha
- Silpa-ratna

Cada uno de ellos está dedicado o inspirado en una deidad del panteón hinduista, y proceden de épocas y lugares distintos. Existen no obstante varios tratados más, como el Agní-purana o el Raya-vállabha, que son aceptados o no según las distintas escuelas de pensamiento.

### Los cinco elementos
Según el vastu shastra, el mundo está compuesto por cinco elementos, cada uno de ellos con unas características que permiten asociarlos a diversos aspectos de la actividad humana.
- tierra (bhumi): el planeta Tierra es un gran imán con los polos norte y sur como centros de atracción. Los adeptos al vastu shastra consideran que la fuerza de la gravedad y el campo magnético ejercen un considerable efecto sobre cualquier elemento sobre la tierra, ya sea vivo o inanimado.
- agua (yala): forma parte de cualquier ser vivo.
- aire (vaiú): como elemento que soporta la vida, se considera una poderosa fuente de vitalidad. El bienestar de las personas depende en gran medida de la humedad, temperatura y composición del aire, así como de un adecuado flujo del mismo.
- fuego (agní): representa la luz y el calor, y se relaciona con el día y la noche, las estaciones, la energía, el entusiasmo, la pasión y el vigor.
- espacio (akasha): el espacio alberga a los otros cuatro elementos. Se considera el principal conductor de todas las energías presentes en la naturaleza, incluyendo tanto las físicas (sonido, luz) como las sociales (emocionales) o las intelectuales (intuición).

Estos cinco elementos se encuentran en permanente relación. La disciplina del vastu sastra se encarga de que el diseño de los espacios habitados consiga armonizar esta relación, potenciando las cualidades beneficiosas de cada uno de ellos.

### Vastu Purusha Mandala

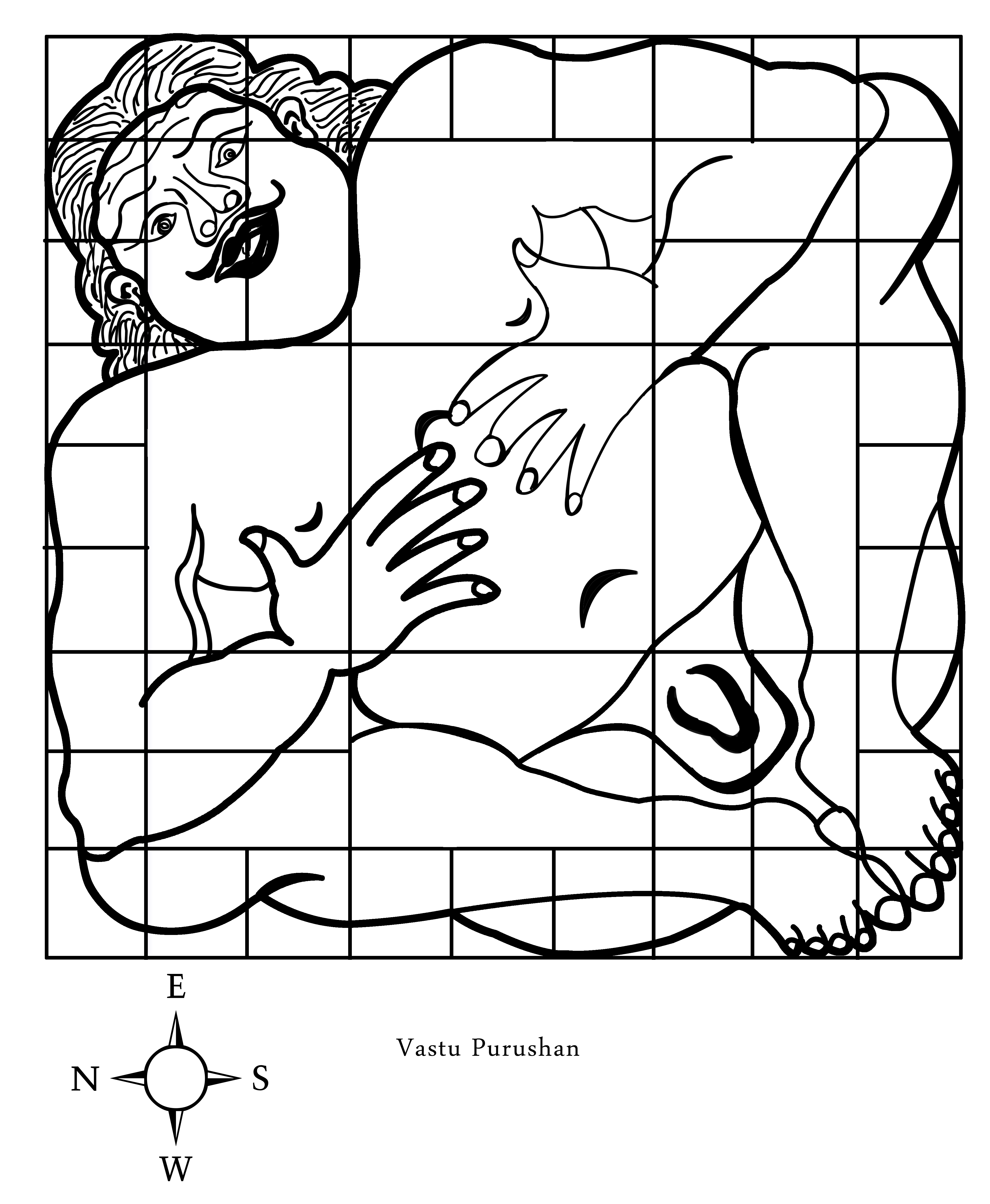
El concepto del Vastu Purusha.

Existen varios "mandalas" o diagramas que sirven de base para el diseño del edificio. Estos diagramas se identifican con una representación del cosmos, e incorporan conceptos sobrenaturales como las fuerzas cósmicas, energías y deidades. El número de subdivisiones del diagrama varía según los usos previstos para el edificio, la región climática o también según las escuelas, pero siempre respetando una serie de principios básicos. La mayor diferencia entre los diferentes diagramas, además del número de subdivisiones, es la ubicación de la "cabeza" divina en el noreste o en el este, o la opción de subdividir los espacios en retícula o de forma concéntrica.
De los distintos mandalas existentes, el más popular es el Vastu Purusha, que ubica la "cabeza" en el noroeste y divide el cuadrado inicial en dos tramas sucesivas de 3 × 3 elementos.
De los nueve cuadrados principales, el cuadrado central recibe el nombre de Brahmasthanam y debe estar descubierto, bien iluminado y carecer de pilares o elementos que entorpezcan el flujo de aire y energías. Según el concepto hinduista, es el lugar por donde respira el edificio y el centro energético de la vivienda. No está diseñado para estar habitado, reservándose únicamente para la realización de ceremonias puntuales, tales como bodas u ofrendas a los dioses.
Los ocho cuadrados restantes se subdividen en una retícula de 3x3, quedando la hilera de cuadrados perimetral dedicada a circulación. 
Los cuadrados restantes se dedicarán a distintas actividades según su orientación. Los ubicados en las esquinas (de tamaño 2x2 en la retícula) están asociados a deidades específicas y tienen usos asignados, mientras que los espacios intermedios, ocupando 2x5 cuadrados en la retícula, pueden tener distintos usos. La esquina noreste (Isanya) alojará el lugar de oración. La esquina sureste (Agni) se reservará para la cocina. La suroeste (Niruthi) contendrá el dormitorio principal, y la noroeste (Vayu) el almacén. Como norma general, se consideran adecuados los dormitorios en el sur, los aseos en el este y el comedor en el oeste.
Otra característica de las edificaciones vastu shastra es la necesidad de inclinar los tejados, siendo la esquina noreste la más baja, y la suroeste la más elevada.